# J. Fritz & Sohn
J. Fritz & Sohn (Josef Fritz und Sohn, dosł. “Josef Fritz i Syn”) – austriacka firma produkująca fortepiany, działająca w Wiedniu w latach ok. 1842–1928, założona przez fortepianmistrza Josefa Fritza (1808–1877), kuzyna innego słynnego budowniczego fortepianów – Johanna Petera Fritza.

## Historia firmy[2]
Josef Fritz urodził się w 1808 roku, pochodził z dużej, znanej rodziny budowniczych fortepianów. Najprawdopodobniej jako młody chłopak odbywał praktykę czeladniczą, a później także przez kilkanaście lat pracował u swojego kuzyna, Johanna Petera Fritza, wówczas uważanego za jednego z najwybitniejszych fortepianmistrzów wiedeńskich. Około 1842 roku Josef Fritz założył w Wiedniu własną wytwórnię przy ulicy Mariahilferstrasse 47. Wytwórnia początkowo nosiła nazwę imienną jej założyciela - Josef Fritz; w 1867 roku została ona zmieniona została na “J. Fritz & Sohn”. Po śmierci Josefa Fritza  w 1877 roku, firma przeszła w ręce jego syna, Wilhelma, jednak wciąż działała pod starą nazwą. Firma zakończyła produkcję około 1928 roku w następstwie śmierci Wilhelma Fritza.

## Instrumenty[4]
Firma produkowała wysokiej jakości fortepiany wiedeńskie - gabinetowe, salonowe i koncertowe, głównie z tradycyjną mechaniką wiedeńską. Pod względem konstrukcyjnym nie różniły się one od typowych fortepianów wiedeńskich z tego okresu, jednak na tle innych wytwórni wyróżniały się bardzo wysoką jakością wykonania, oraz pięknym, nośnym dźwiękiem. Firma była uważana za spadkobierczynię tradycji i jakości wytwórni Johanna Petera Fritza, której produkcja wygasła w 1838 roku. Bardziej luksusowe instrumenty Josefa Fritza, tj. dłuższe fortepiany salonowe i koncertowe, były często budowane w konserwatywnej manierze - z wykorzystaniem starych i sprawdzonych, niemal archaicznych rozwiązań konstrukcyjnych, takich jak równoległy do klawiatury układ desek płyty rezonansowej, czy ramę o prostostrunnym (równoległym) układzie strun. O wysokiej jakości produkowanych przez Josefa Fritza instrumentów i nie słabnącym popycie na nie świadczy to, że firma jako jedna z nielicznych firm wiedeńskich przetrwała kryzys ekonomiczny i surowcowy I wojny światowej. 
Firma prezentowała swoje instrumenty na międzynarodowych wystawach przemysłu i budownictwa fortepianowego, m.in. w Paryżu gdzie w roku 1880 firma otrzymała medal złoty i srebrny, a także na Wystawach Światowych - m.in. w 1874 roku w Wiedniu, oraz w Paryżu, gdzie w 1878 roku zdobyła nagrodę główną.